# Eskil Franck

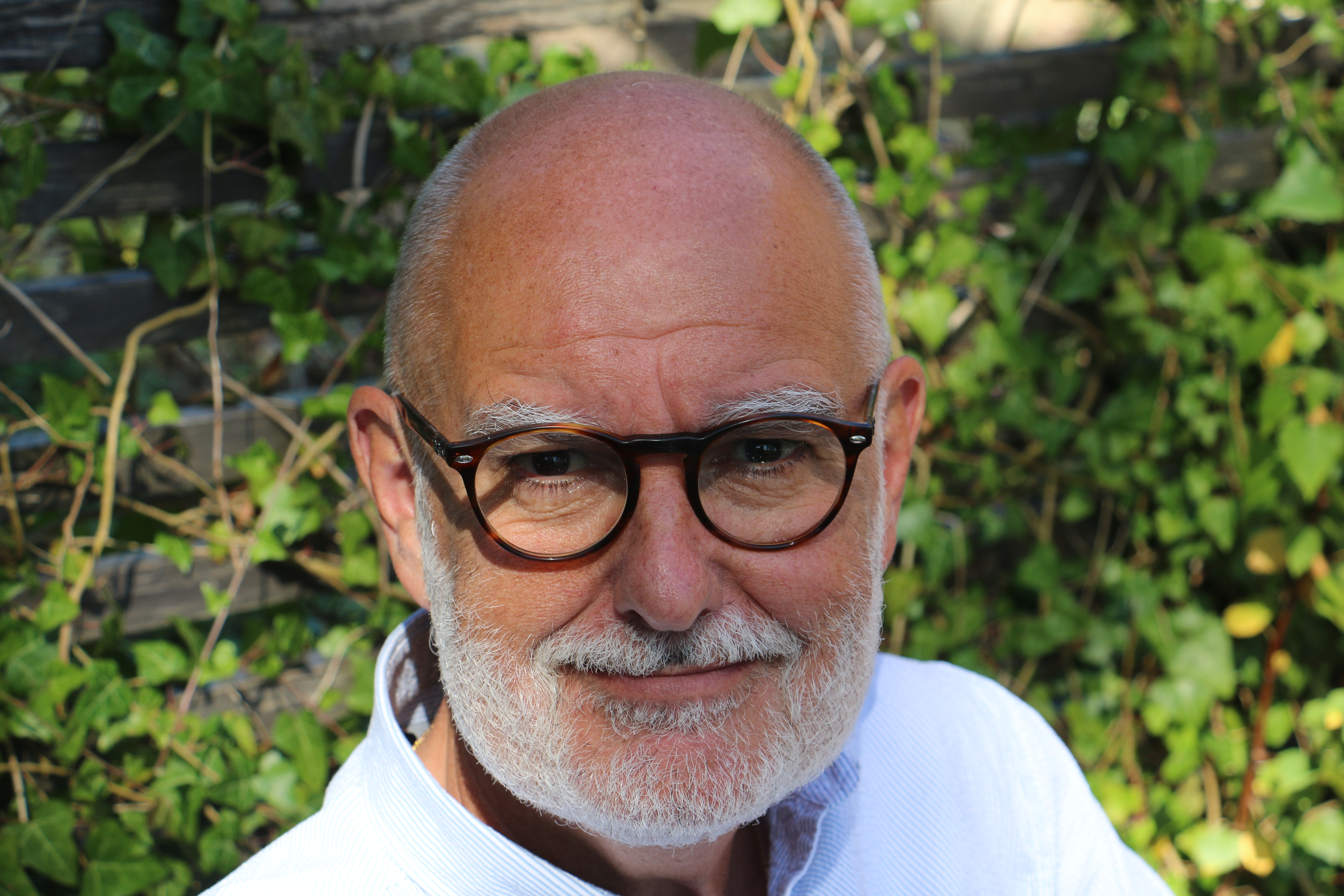
Eskil Franck 2015.

Ulf Eskil Gerhard Franck, född 23 januari 1950 i Uddevalla, är en svensk teolog och ämbetsman. Han var tidigare präst i Svenska kyrkan, men avsade sig prästämbetet 2006.

## Biografi
Franck tog teol kand-examen 1971 vid Lunds universitet, och vigdes till präst i Svenska kyrkan 1973. Han var kyrkoadjunkt i Angereds församling i Göteborg under tre år, och därefter studentpräst vid Göteborgs högskolor under två år.
Han började därefter forska vid teologiska fakulteten vid  Uppsala universitet, där han 1985 disputerade på en avhandling om tolkningen av Nya testamentet. Han blev sedan docent i teologi och arbetade som universitetslärare innan han 1990 blev rektor för Svenska kyrkans pastoralinstitut. År 1996 var Franck föreslagen som ärkebiskop, och kom på tredje plats i valet där regeringen sedan utsåg K G Hammar som kom på första plats i valet. Åren 1997–2006 var Franck rektor för Lärarhögskolan i Stockholm.
Franck avsade sig prästämbetet 2006, och har senare (2013) i den självbiografiska boken Giv mig, min son, ditt hjärta berättat om sin väg fram till detta beslut.
Han var 2007–2008 ordförande i Högskoleverkets nordiska bedömargrupp för lärarutbildningarna i landet, ledamot i Socialstyrelsens etiska råd för socialt arbete 2003–2008, ledamot i styrelsen (konsistoriet) för Uppsala universitet 2007–2010, ledamot i styrelsen (konsistoriet) för Karolinska Institutet 2010–2016, samt ordförande för Umeå School of Education  inom Umeå universitet 2009–2011.
Från 2007 till 2014 var Franck överintendent för Forum för levande historia. Han var 2012–2013 regeringens särskilde utredare för att förebygga våldsbejakande extremism.

### Familj
Eskil Franck är far till ljuddesignern Andreas Franck.